# Agnieszka Wieszczek-Kordus
Agnieszka Wieszczek-Kordus (n. 22 martie 1983, Wałbrzych, Polonia) este o luptătoare ce a reprezentat Polonia, medaliată olimpică. A participat la 3 ediții ale Jocurilor Olimpice (2008, 2016, 2020) în care a câștigat o medalie de bronz.